# 克雷布斯湖 (勞恩堡縣)
53°34′26.6″N 10°43′55.2″E / 53.574056°N 10.732000°E
克雷布斯湖（德語：Krebssee），是德國的湖泊，位於該國北部石勒蘇益格-荷爾斯泰因州，由勞恩堡縣負責管轄，長0.6公里，面積0.1平方公里，最大水深12米，湖岸線長度1.4公里。